# Aleksandrów (Rybno)
Aleksandrówi [alɛkˈsandruf] est un village polonais de la gmina de Rybno dans le powiat de Sochaczew et dans la voïvodie de Mazovie.
Il se situe à proximité de la ville de Sochaczew et à 53 kilomètres à l'ouest de Varsovie.
La ville possède une population de 121 habitants en 2008.